# غلامحسین کرمی
غلامحسین کرمی استان بوشهر نمایندهٔ دورهٔ یازدهم مجلس شورای اسلامی از حوزه انتخابیه دشتی و تنگستان در استان بوشهر و عضو کمیسیون برنامه و بودجه و محاسبات مجلس است.

## انتخابات مجلس
غلامحسین کرمی با کسب ۲۹ هزار و ۵۷ رأی از مجموع ۶۸ هزار و ۴۵۷ رأی به عنوان نماینده مردم دشتی و تنگستان انتخاب شد.

## زندگی‌نامه
غلامحسین کرمی پس از کار در آموزش و پرورش در اواسط دهه هفتاد به مجموعه وزارت کشور و استانداری بوشهر به سمت مدیر کل سازمان برنامه‌ریزی استان بوشهر پیوست. وی پس از آن و با روی کارآمدن دولت نهم در سال ۸۷ به عنوان بازرس کل استان بوشهر (مدیرکل بازرسی استان) منصوب شد.
کرمی پس از سه سال به استان خوزستان منتقل شد تا پس از یک دوره پنج ساله بازرس کل این استان مجدداً در ۱۴ شهریورماه سال ۹۸ به استان زادگاهش بوشهر برگشت.
وی پس از ده سال خدمت در سازمان بازرسی استان بوشهر در سال ۱۳۹۷ با حکم قاضی سراج رئیس سازمان بازرسی کل کشور به عنوان بازرس کل (مدیرکل بازرسی) به استان کهگیلویه و بویراحمد منتقل شد.
پس از یکسال خدمت با عنوان مدیر کل بازرسی استان کهگیلویه و بویر احمد به دلیل شرکت در یازدهمین دوره مجلس شورای اسلامی از سمت خود کنارگیری کرد و با شرکت در انتخابات توانست با کسب نزدیک به ۵۰ درصد آرا مردم حوزه انتخابی خود، به عنوان نماینده مردم دشتی و تنگستان به مجلس یازدهم راه پیدا کند.
در خصوص سوابق تحصیلی، وی مقطع دیپلم را در دبیرستان شهر اهرم، کارشناسی (لیسانس) خود را در دانشگاه ملی شیراز و کارشناسی ارشد (فوق لیسانس) خود را در دانشگاه فردوسی مشهد و در نهایت مقطع دکترای خود در رشته جامعه‌شناسی در دانشگاه ملی تهران به پایان رسانید.